# Cupa Confederațiilor FIFA 1999
Cupa Confederațiilor FIFA 1999 a fost a patra ediție a Cupei Confederațiilor FIFA și a doua organizată de către FIFA. Trofeul a fost cucerit de Mexic după ce a trecut în finală de Brazilia cu 4—3.